# Hendrik IV van Gemen

Hendrik IV van Gemen (1418 - 1492) was vrijgraaf en stadhouder van  Gemen en tot zijn overlijden tevens pandheer van de Heerlijkheid Bredevoort.

## Biografie
Hendrik IV van Gemen werd in 1418 te Gemen geboren op het kasteel Gemen als zoon van Johan II van Gemen en Oda van Horn. Hendrik IV van Gemen benoemde Henrick Roerdinck en Egbert Meerdinck tot tegeders van de Hof te Miste en verleende hun dezelfde rechten als de tegeders van Stadtlohn. Hij overleed in 1492. Hij liet twee dochters na, Catharina en Cordula. Catharina was getrouwd met graaf Arnold II van Bentheim-Steinfurt en deze erfde daardoor de Heerlijkheid Bredevoort. Cordula was getrouwd met Johan van Holstein-Schauenburg. Zijn bastaardzoon Johan van Gemen, tot aan de dood van Hendrik IV heraut en plaatsvervanger van zijn vader, erfde niets, maar werd door zijn zwager Arnold benoemd tot Ridder van Bentheim en beleend met de Gemmenburcht in Veldhausen